# Lützowhaus

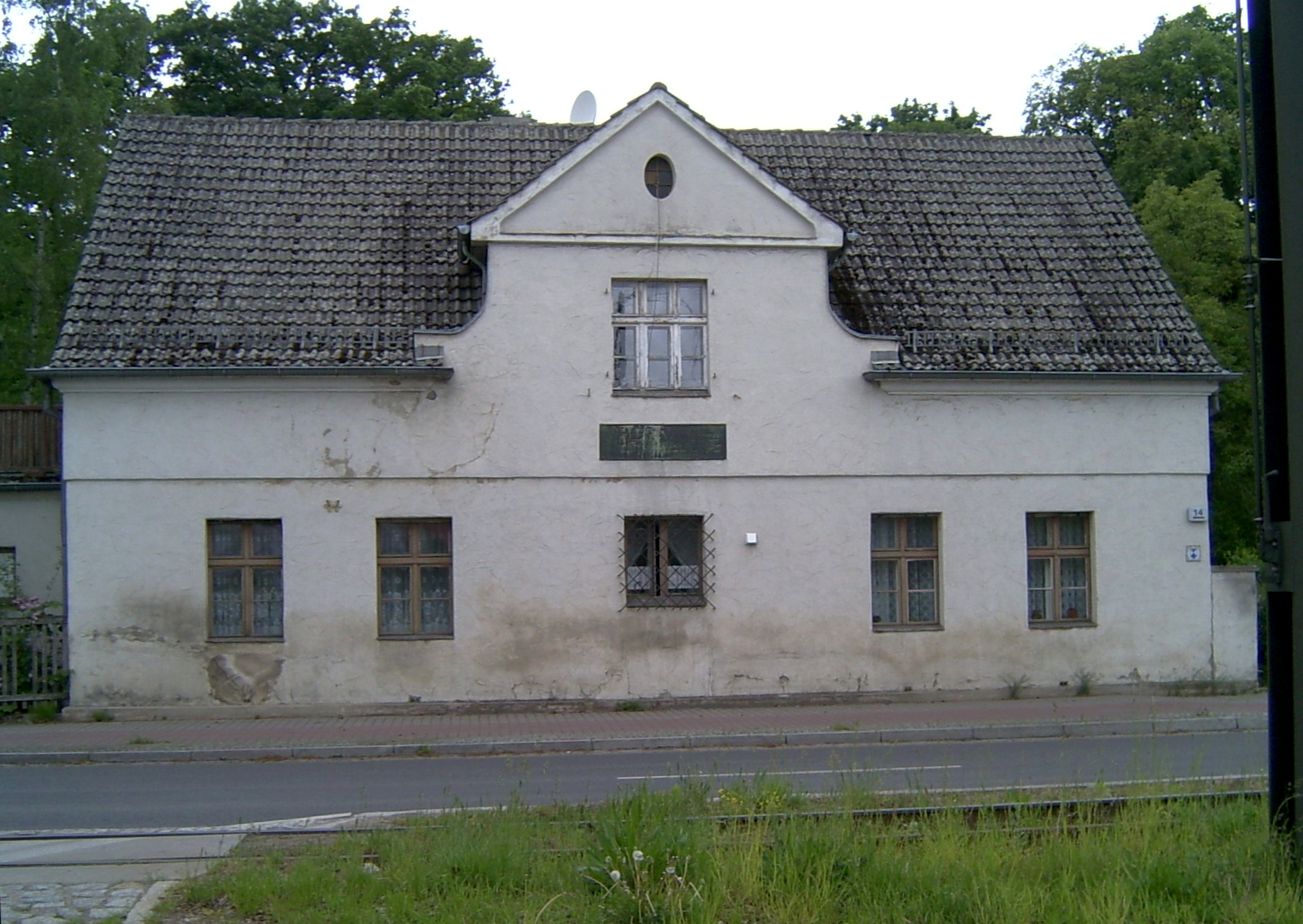
Lützowhaus 2006

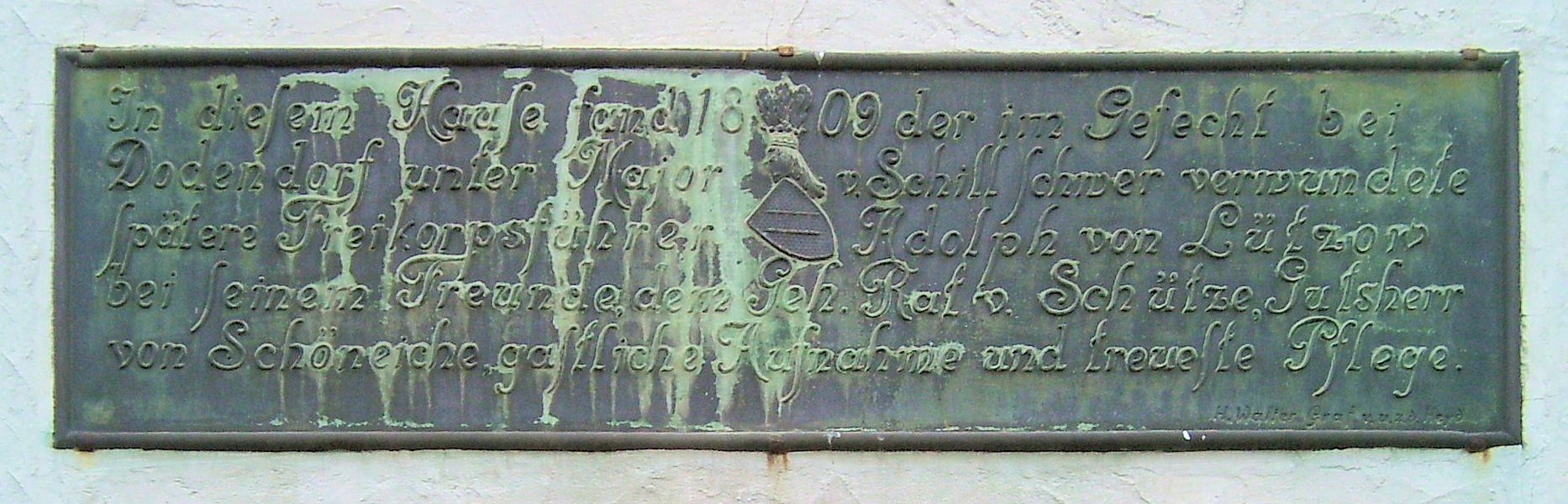
Gedenktafel

Das Lützowhaus ist ein Baudenkmal in Schöneiche bei Berlin.
Das Lützowhaus befindet sich im Ortsteil Schöneiche in der Dorfstraße 14, am sogenannten „Märchenwald“. Heute befindet sich an der Stelle des einstigen aus Holz errichteten Jägerhauses ein gegen Ende des 18. Jahrhunderts errichteter Ziegelbau mit Ziegeldach. Von der ursprünglichen Innengestaltung ist heute nichts mehr erhalten, das Dach wurde zuletzt 1981 erneuert. Heute wird es als Wohnhaus genutzt.
Von historischer Bedeutung ist das Gebäude, weil hier zwischen Mai und September 1809 der Freiheitskämpfer Adolf von Lützow nach einer in einem Gefecht bei Dodendorf bei Magdeburg unter dem Kommando von Major Ferdinand von Schill mit französischen Truppen zugezogenen schweren Verwundung erholte. Nach einer Erzählung von Felix Havenstein soll der Kleinschönebecker Dorfschulze Grätz auf Veranlassung des Gutsherren von Schöneiche, Friedrich Wilhelm von Schützes, Lützow aus einem unsicheren Versteck nach Schöneiche geholt haben. Er wurde im Gebäude in einer ebenerdigen versteckten Kammer untergebracht und mehrere Monate bis zur Genesung gepflegt. Heute ist am Haus eine Bronzegedenktafel angebracht, die an die Begebenheit erinnert.